# Angpetu Patera
L'Angpetu Patera è una struttura geologica della superficie di Io.